# Sainte-Marie-Kerque
Sainte-Marie-Kerque (niederländisch: Sint-Mariakerke) ist eine französische Gemeinde mit 1715 Einwohnern (Stand 1. Januar 2022) im Département Pas-de-Calais in der Region Hauts-de-France. Sie gehört seit 2017 zum Arrondissement Calais (zuvor Saint-Omer) und zum Kanton Marck.

## Geographie
Die nächstgelegenen Ortschaften sind Saint-Pierre-Brouck (ndl.: "Sint Pieterbroek") (ca. 3,6 km Luftlinie) und der Kantons-Hauptort Audruicq (ndl.: "Ouderwijk") (etwa 4,6 km). Die Küstenstadt Calais (ndl.: "Kales"), Sitz der Präfektur, liegt 20 km Luftlinie entfernt.

## Geschichte
Die Gemeinde liegt im französischen Teil Flanderns und gehört zum historisch niederländischsprachigen Gebiet Französisch-Flanderns, das im Mittelalter bis westlich über Calais hinausreichte, was noch heute an den Ortsnamen (Kerque bzw. Kerke (flämisch) = Kirche) und vielen Familiennamen der Bewohner erkennbar ist. Seit der frühen Neuzeit hat das Französische jedoch auf Kosten des Niederländischen in dieser Region kontinuierlich an Boden gewonnen. Im Mittelalter teilte der Ort das Schicksal der Grafschaft Flandern. Diese stand seit den fränkischen Reichsteilungen im 8. Jahrhundert in Lehnsabhängigkeit zur französischen Krone, kam 1385 zum Haus Burgund und 1477/1526 an die Habsburger und damit an das Heilige Römische Reich. Im 16./17. Jahrhundert kam das westliche Flandern erneut zur Frankreich.
| Bevölkerungsentwicklung | Bevölkerungsentwicklung | Bevölkerungsentwicklung | Bevölkerungsentwicklung | Bevölkerungsentwicklung | Bevölkerungsentwicklung | Bevölkerungsentwicklung | Bevölkerungsentwicklung |
| ----------------------- | ----------------------- | ----------------------- | ----------------------- | ----------------------- | ----------------------- | ----------------------- | ----------------------- |
| Jahr                    | 1962                    | 1968                    | 1975                    | 1982                    | 1990                    | 1999                    | 2009                    |
| Einwohner               | 1181                    | 1228                    | 1224                    | 1323                    | 1322                    | 1412                    | 1518                    |

## Sehenswürdigkeiten
An Sehenswürdigkeiten finden sich die in ihren Anfängen aus dem 15. Jahrhundert stammende Eglise Notre-Dame-de-la-Visitation (Kirche zur Erscheinung unserer Lieben Frau). Eine umfassende Restaurierung erfolgte im Jahr 1899. Außerdem befindet sich im Ort die Église Saint-Nicolas (Kirche des Heiligen Nikolaus) aus dem Jahr 1837 und das Château du Wetz (Schloss Wetz).